# Đức phi
Đức phi (chữ Hán: 德妃) là một tước hiệu được phong cho các phi tần trong thời phong kiến ở vùng Á Đông.

## Một số nhân vật nổi tiếng

### Trung Quốc

#### Thời Bắc Chu
- Trần Nguyệt Nghi, một trong 4 hoàng hậu không chính thống của Bắc Chu Tuyên Đế, sơ phong làm Đức phi, sau là Thiên Trung Đại Hoàng hậu (天中大皇后).

#### Thời Đường
- Doãn Đức phi, sủng thiếp của Đường Cao Tổ, cấu kết với hai hoàng tử Lý Kiến Thành và Lý Nguyên Cát ám hại Lý Thế Dân, gây ra Sự biến Huyền Vũ môn.
- Yến Đức phi, phi tần của Đường Thái Tông.
- Đậu Đức phi, phi tần của Đường Duệ Tông, mẹ của Đường Huyền Tông, bị Võ Tắc Thiên cho người sát hại, sau được truy phong làm Chiêu Thành Thuận Thánh Hoàng hậu (昭成順聖皇后).
- Vương Đức phi, phi tần của Đường Duệ Tông.
- Tiền Đức phi, phi tần của Đường Huyền Tông.
- Võ Đức phi, phi tần của Đường Đức Tông.
- Đổng Đức phi, phi tần của Đường Thuận Tông. Nguyên là Lương viên (良媛), Đường Hiến Tông kế vị tôn làm Thái thượng hoàng Đức phi (太上皇德妃).
- Vương Đức phi, phi tần của Đường Văn Tông, mẹ của Trang Khác Thái tử Lý Vĩnh.
- Lưu Đức phi, phi tần của Đường Vũ Tông.
- Vương Đức phi, phi tần của Đường Ý Tông, nguyên là Hàn Quốc phu nhân (韩国夫人), sau khi mất mới được truy phong làm Đức phi.

#### Thời Ngũ Đại Thập Quốc
- Trương Đức phi, phi tần của Hậu Lương Mạt Đế.
- Y Đức phi, phi tần của Hậu Đường Trang Tông.
- Đổng Đức phi, phi tần của Hậu Chu Thái Tổ

#### Thời Tống
- Chu Đức phi và Vương Đức phi, những phi tần của Tống Thái Tông.
- Chương Hiến Hoàng hậu Lưu Nga, hoàng hậu của Tống Chân Tông, sánh ngang với Lã hậu nhà Hán và Võ Tắc Thiên nhà Đường. Bà được phong Đức phi khi còn là phi tần của Chân Tông.
- Dương Đức phi, sủng thiếp của Tống Nhân Tông, bị đuổi khỏi cung không lâu thì Nhân Tông nhớ thương mà cho triệu về, khi mất truy phong Đức phi.
- Du Đức phi, phi tần của Tống Nhân Tông. Tống Triết Tông truy phong Đức phi.

#### Thời Kim
- Tuyên Hiến hoàng hậu của Kim Thái Tổ, từng được Kim Hi Tông truy tôn Đức phi.
- Đồ Thiện Đức phi (徒单德妃), phi tần của Kim Thế Tông.

#### Thời Minh
- Ngụy Đức phi, phi tần của Minh Anh Tông, được ban thụy là Cung Đoan Trang Huệ (恭端莊惠).
- Trương Đức phi, phi tần của Minh Hiến Tông, được ban thụy là Trang Ý (莊懿).
- Trương Đức phi, phi tần của Minh Thế Tông, được ban thụy là Vinh Chiêu (榮昭).
- Lý Đức phi, phi tần của Minh Mục Tông.
- Trịnh Quý phi, sủng phi của Minh Thần Tông, từng được phong làm Đức phi.
- Hứa Đức phi, phi tần của Minh Thần Tông, được ban thụy là Trang Tĩnh (莊靖).

#### Thời Thanh
- Nhân Thọ Hoàng thái hậu, phi tần của Khang Hi Đế và là mẹ của Ung Chính Đế, từng được phong làm Đức phi dưới thời Khang Hi.

### Việt Nam

#### Thời Lý
- Đức phi Đỗ Kim Hằng, phi tần của Lý Anh Tông.

#### Thời Trần
- Đức phi Đặng Thị Loan, phi tần của Trần Nhân Tông.

#### Thời Nguyễn
- Đệ tam cung Đức phi Lê Ngọc Bình, vốn là Hoàng hậu của Cảnh Thịnh nhà Tây Sơn, về sau Nguyễn Thế Tổ Gia Long nạp làm phi tần, phong làm Chiêu viên (昭媛). Khi mất được truy phong Cung Thận Đức phi (恭慎德妃).

### Triều Tiên
- Định An Vương hậu, chính thất của Triều Tiên Định Tông. Định Tông sau khi đăng phong làm Đức phi.